# Willie Donachie
Willie Donachie, né le 5 octobre 1951 à Glasgow (Écosse), est un footballeur écossais, qui évoluait au poste d'arrière gauche à Manchester City et en équipe d'Écosse. 
Donachie n'a marqué aucun but lors de ses trente-cinq sélections avec l'équipe d'Écosse entre 1972 et 1978.

## Carrière
- 1968-1980 : Manchester City
- 1980-1981 : Portland Timbers
- 1981-1982 : Norwich City
- 1982 : Portland Timbers
- 1982-1984 : Burnley FC
- 1984-1990 : Oldham Athletic

## Palmarès

### En équipe nationale
- 35 sélections et 0 but avec l'équipe d'Écosse entre 1972 et 1978.

### Avec Manchester City
- Vainqueur de la Coupe d'Europe des vainqueurs de coupe de football en 1970.
- Vainqueur de la Coupe d'Angleterre de football en 1969.
- Vainqueur de la Coupe de la Ligue anglaise de football en 1970 et 1976.